# Pijałka

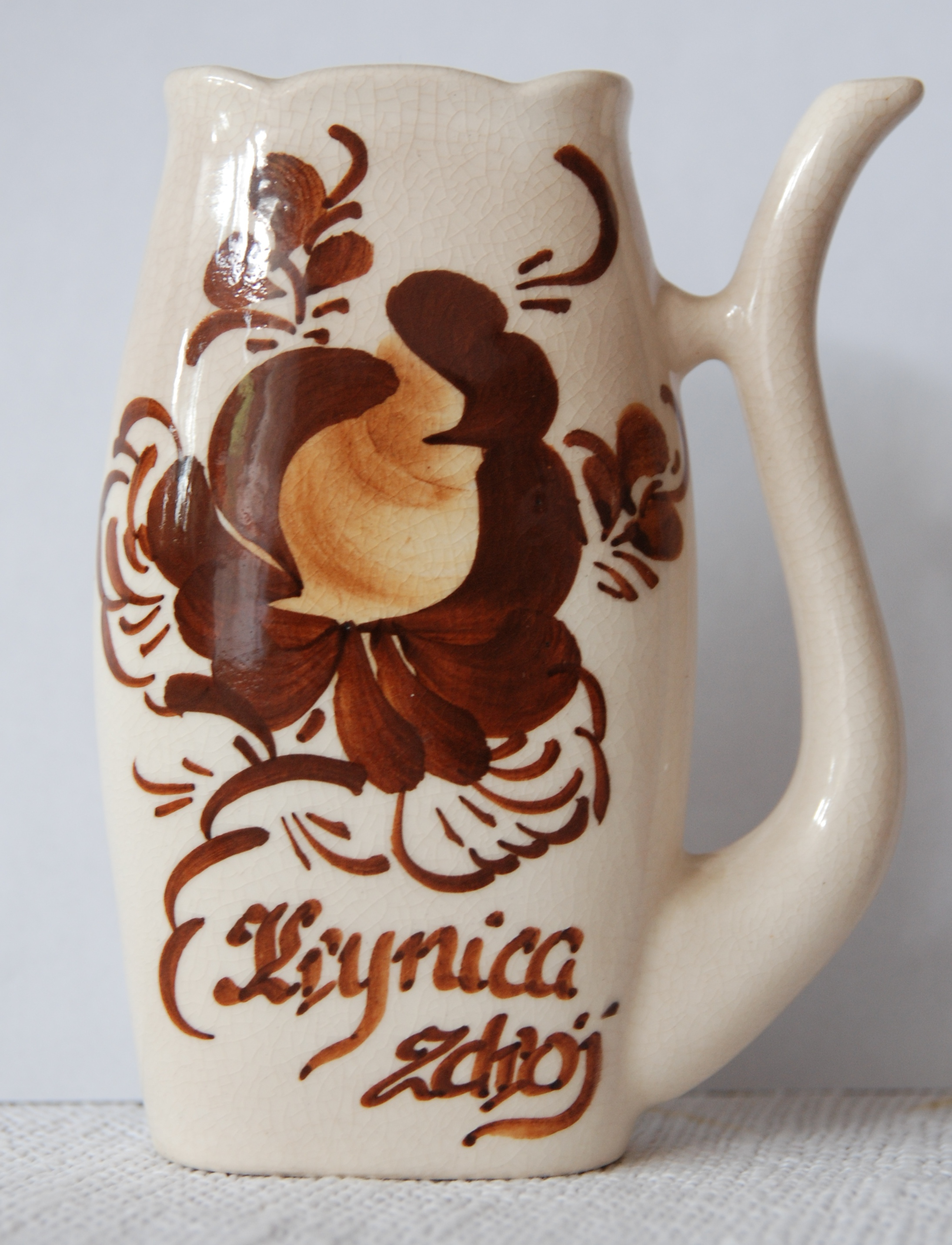
Pijałka z Krynicy-Zdroju

Pijałka – kubek do picia wody mineralnej, używany zwłaszcza w uzdrowiskach. Może mieć różne kształty, ale zazwyczaj jest dość płaski; jego nieodłącznym elementem jest ceramiczna rurka, przez którą pije się wodę.
Często przywożony jest przez kuracjuszy jako pamiątki; zwłaszcza, że bywa ozdabiany napisem z nazwą uzdrowiska lub podobnym motywem.
Może być także używany przez chorych, którzy mają problemy z piciem - jego budowa ogranicza rozlewanie napoju.